# Liste der Naturdenkmale in Dierdorf
Die Liste der Naturdenkmale in Dierdorf nennt die im Stadtgebiet von Dierdorf ausgewiesenen Naturdenkmale (Stand 9. Oktober 2013).

## Naturdenkmale
| Nr.         | Bezeichnung                       | Lage                                                                      | Beschreibung                         | Bild                                    |
| ----------- | --------------------------------- | ------------------------------------------------------------------------- | ------------------------------------ | --------------------------------------- |
| ND-7138-385 | Zolleiche                         | Brückrachdorf, südlich des Ortes; Abteilung In der Faulenlach Lage        | Quercus sp.                          | Fotos hochladen                         |
| ND-7138-387 | Alte Eiche mit abgebrannter Buche | Wienau, nordöstlich des Ortes; Flur Oberm Gebeck Lage                     | Quercus sp.                          | Fotos hochladen                         |
| ND-7138-388 | Alte Eiche                        | Wienau, südwestlich des Ortes; Flur An der Urbacher Straße Lage           | auch Walpodeneiche; Quercus sp.      | Fotos hochladen                         |
| ND-7138-389 | Kaisereiche                       | Dierdorf, östlich des Ortes; Flur Beim Kirschbäumchen Lage                | Quercus sp.                          | Direkt Bild zu diesem Denkmal hochladen |
| ND-7138-390 | Dicke Linde                       | Wiedischhausen, nordwestlich des Ortes; Flur Über dem Flachsbitzchen Lage | auch Wiedischhäuser Linde; Tilia sp. | Direkt Bild zu diesem Denkmal hochladen |
| ND-7138-395 | Eichengruppe                      | Brückrachdorf, südlich des Ortes; Abteilung Im Kottscheid Lage            | Quercus petraea, vier Bäume          | Fotos hochladen                         |
| ND-7138-396 | Starkfichte                       | Dierdorf, westlich des Ortes; Abteilung Am Beul Lage                      | Dierdorf                             | Direkt Bild zu diesem Denkmal hochladen |
| ND-7138-397 | Buche                             | Dierdorf, westlich des Ortes; Abteilung Auf der Beulshöhe Lage            | Fagus sylvatica                      | Direkt Bild zu diesem Denkmal hochladen |
| ND-7138-398 | Eiche                             | Dierdorf, westlich des Ortes; Abteilung Im Scheid Lage                    | Quercus sp.                          | Direkt Bild zu diesem Denkmal hochladen |
| ND-7138-399 | Buche                             | westlich des Ortes; Abteilung Im Scheid Lage                              | Fagus sylvatica                      | Direkt Bild zu diesem Denkmal hochladen |

## Ehemalige Naturdenkmale
| Nr.         | Bezeichnung    | Lage                                                       | Beschreibung                                                    | Bild                                    |
| ----------- | -------------- | ---------------------------------------------------------- | --------------------------------------------------------------- | --------------------------------------- |
| ND-7138-386 | Zwillingseiche | Dierdorf, westlich des Ortes; Abteilung Raubachsbusch Lage | Quercus sp.; Rechtsverordnung vor 2013 nach Windwurf aufgehoben | Direkt Bild zu diesem Denkmal hochladen |
| ND-7138-422 | Eiche          | Dierdorf, westlich des Ortes; Abteilung Alte Straße Lage   | Quercus sp.; Rechtsverordnung vor 2013 aufgehoben               | Direkt Bild zu diesem Denkmal hochladen |